# Condicional indicativo
Em língua natural, um condicional indicativo é a operação lógica dada por sentenças do tipo "Se A, então B". Ao contrário do condicional material, um condicional indicativo não tem uma definição específica. A literatura filosófica sobre esta operação é ampla, mas nenhum consenso foi atingido.

## Distinções entre o condicional material e o condicional indicativo
O condicional material nem sempre funciona de acordo com a noção corriqueira do "se-então". Desta maneira, existem desvantagens no uso do condicional material para representar sentenças do tipo "se-então".
Um problema é que o condicional material permite implicações serem verdadeiras mesmo quando o antecedente é irrelevante para o consequente. Por exemplo, é comumente aceito que o sol é feito de gás e que o 3 é um número primo. A definição padrão de implicação permite-nos concluir que, se o sol é feito de gás, então 3 é um número primo. Isto é, sem dúvida, sinônimo para o seguinte: o sol ser feito de gás faz 3 ser um número primo. Muitas pessoas intuitivamente acham que isso é falso, porque o sol e o número três simplesmente não têm nada a ver um com o outro. Os lógicos têm tentado resolver este problema através do desenvolvimento de alternativas lógicas como, por exemplo, a lógica de relevância.
Para um problema relacionado, consulte verdade por vacuidade.
Outro problema é que o condicional material não é projetado para lidar com countrafatuais e outros casos em que as pessoas frequentemente encontram no raciocínio "se-então". Isto tem inspirado pessoas a desenvolver a lógica modal.
Um problema adicional é que o condicional material é tal que P E ¬P → Q, independentemente do que Q significa. Ou seja, uma contradição implica que absolutamente tudo é de verdade. Os lógicos, preocupados com isto, tentaram desenvolver a lógica paraconsistente.

## Psicologia e condicionais indicativos
A maioria dos experimentos comportamentais sobre condicionais em psicologia do raciocínio têm sido realizados com condicionais indicativos, condicionais causais e condicionais contrafatuais. As pessoas prontamente praticam o modus ponens, isto é, dado se A então B e dado A,  conclui-se B, mas apenas cerca de metade dos participantes em experimentos usam o modus tollens, isto é, dado se A então B e dada a negação de B, apenas cerca de metade dos participantes concluem a negação de A, o restante diz que não é possível concluir nada (Evans et al., 1993). Quando são fornecidos aos participantes condicionais contrafatuais, eles fazem tanto o modus ponens como o modus tollens (Byrne, 2005).

## Ler mais
- Byrne, R.M.J. (2005). The Rational Imagination: How People Create Counterfactual Alternatives to Reality. Cambridge, MA: MIT Press.
- Edgington, Dorothy. (2006). "Conditionals". The Stanford Encyclopedia of Philosophy, Edward Zalta (ed.). http://plato.stanford.edu/entries/conditionals/.
- Evans, J. St. B. T., Newstead, S. and Byrne, R. M. J. (1993). Human Reasoning: The Psychology of Deduction.  Hove, Psychology Press.